# Xoanodera profunda
Xoanodera profunda är en skalbaggsart som beskrevs av Holzschuh 1999. Xoanodera profunda ingår i släktet Xoanodera och familjen långhorningar. Inga underarter finns listade i Catalogue of Life.